# Yirga
Das Yirga-Dreieck liegt am westlichen Abschnitt der Grenze zwischen Eritrea und Äthiopien und wurde, je nach Rechtsauffassung, dem Norden der äthiopischen Region Tigray (Mirabawi-Zone) bzw. dem Süden der eritreischen Region Gash-Barka zugerechnet, zu der es heute gehört. Es ist rund 400 km² groß und wird von den Flüssen Mareb und Takazze begrenzt. Hauptort ist Badme, das fast 1600 Einwohner hat (Stand 2005). Yirga ist ein weitgehend ödes und unfruchtbares Land und besitzt weder Bodenschätze noch einen besonderen militärisch-strategischen Wert.

## Geschichte
Das Gebiet war Anfang des 20. Jahrhunderts dem damaligen Kolonialgebiet Eritrea zugesprochen worden, doch sei es, der äthiopischen Ansicht zufolge, stets von Äthiopien verwaltet worden und damit auch nach der Unabhängigkeit Eritreas 1993 Äthiopien zugehörig.
Am 12. Mai 1998 besetzten eritreische Einheiten das Yirga-Dreieck, woraufhin es zur militärischen Eskalation kam, die in den Eritreisch-Äthiopischen Krieg mündete, in dessen Verlauf die äthiopische Armee Teile des Grenzgebietes, darunter auch das Yirga-Dreieck, besetzte. Badme, das etwa 900 Einwohner hatte (Stand 1994), wurde durch den Krieg, der bis 2000 andauerte, weitgehend zerstört.
Die OAU vermittelte im Jahre 2000 schließlich einen Friedensschluss, der vorsah, die genaue Grenzziehung durch eine unabhängige Kommission des Ständigen Schiedshofs für die Beilegung Internationaler Konflikte in Den Haag festlegen zu lassen. Im Grenzgebiet sorgte eine 4.000 Mann starke UNO-Truppe dafür, dass die Kampfhandlungen nicht erneut aufflammten. Im April 2002 sprach die Kommission das Gebiet entsprechend der historischen Vertragsregelung zum weit überwiegenden Teil Eritrea zu, wogegen Äthiopien protestierte.
Am 5. Juni 2018 erklärte die äthiopische Regierung, dass sie bereit sei, die Regelungen des Grenzabkommens von 2002 zu akzeptieren und umzusetzen. Dazu gehöre auch die Übergabe des umstrittenen Ortes Badme an Eritrea. Am 9. Juli 2018 wurde ein Friedensvertrag zwischen den beiden Ländern geschlossen.